# (11334) Rio de Janeiro
(11334) Rio de Janeiro est un astéroïde de la ceinture principale.

## Description
(11334) Rio de Janeiro est un astéroïde de la ceinture principale. Il fut découvert le 18 avril 1996 à La Silla par Eric Walter Elst. Il présente une orbite caractérisée par un demi-grand axe de 2,58 UA, une excentricité de 0,16 et une inclinaison de 15,6° par rapport à l'écliptique.

## Compléments